# Rainovți, Gabrovo
Rainovți (în bulgară Райновци) este un sat în comuna Gabrovo, regiunea Gabrovo,  Bulgaria. 

## Demografie
Componența etnică a satului Rainovți
     Bulgari (99,01%)
     Nicio identificare (0,98%)
     Altele (0%)
La recensământul din 2011, populația satului Rainovți era de 102 locuitori. Din punct de vedere etnic, majoritatea locuitorilor (99,01%) erau bulgari. Pentru 0,98% din locuitori nu este cunoscută apartenența etnică.